# Jean-Pierre Poisot
Jean-Pierre Poisot est un écrivain français né le 2 février 1937, à Lyon (Rhône) dans le quartier populaire de La Croix-Rousse, patrie des Canuts.

## Biographie
Après avoir bourlingué sur toutes les mers du monde (Marine Marchande) et travaillé dans l’industrie (Recherche médicale), Jean-Pierre Poisot s'est installé dans le Lot.